# Guerra civil colombiana de 1851

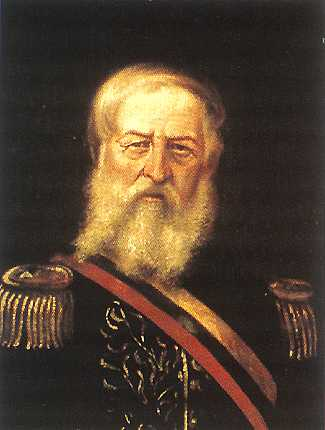
Presidente José Hilario López

La Guerra civil de 1851 fue un conflicto civil que tuvo lugar en la República de la Nueva Granada (antiguo estado de América del Sur correspondiente a los actuales países de Colombia y Panamá) en 1851. En este conflicto se enfrentaron los partidos Conservador y Liberal.

## Antecedentes
En 1851, los liberales están en el poder en la persona del presidente José Hilario López, quien sucedió al general Tomás Cipriano de Mosquera en abril de 1849. Los liberales, después de su derrota durante la Guerra de los Supremos, fueron indultados por Mosquera y recuperaron su fuerza, impulsados por las revoluciones europeas de 1848 que llevan a sus ideas y darles una ventaja sobre la oposición conservadora.
Dichas reformas se llevaron a cabo especialmente en contra de la dominación de la Iglesia católica. Los jesuitas, que reingresaron al país en 1843, fueron expulsados de nuevo por el decreto de 18 de mayo de 1850. La Constitución fue enmendada en 1851 y la mayoría de las reformas exigidas por el público se llevaron a cabo: la abolición de la pena de muerte por delitos políticos, institución del jurado, la libertad de prensa, la libertad de la navegación de los ríos del interior y las fronteras, la abolición de determinados impuestos (incluyendo diezmos). Esto causó muchas reacciones de los círculos conservadores.
El 21 de mayo de 1851 el gobierno decidió la abolición de la esclavitud (que no se había logrado a pesar de la ley de libertad de vientres promulgada en 1821). Todas estas reformas produjeron grandes reacciones políticas que se expresaron en dos órdenes: por una parte, un crecimiento del liberalismo, al vincular sectores populares que empezaban a disfrutar de las bondades de la democracia y que expresaron su apoyo al gobierno de una forma bastante violenta, sobre todo en las provincias caucanas, donde los recién liberados esclavos recorrían los campos derribando cercas, asaltando propiedades y castigando con sus látigos de arrear ganado a los conservadores. Esto que fue conocido como "la época del perrero", fue bautizado por el gobierno de López como "los retozos democráticos".
A todo esto se unió la llamada cuestión religiosa, suscitada por el decreto del 18 de mayo de 1850 que expulsaba a los jesuitas de la Nueva Granada, que se justificó en la Pragmática Sanción de 1767. El gobierno expidió después la ley que sustraía de los tribunales eclesiásticos el conocimiento de los juicios seguidos a los arzobispos y obispos por mal desempeño de sus funciones, y la que atribuía a los cabildos el nombramiento de curas párrocos. Esto produjo la protesta del arzobispo Manuel José Mosquera, quien en compañía de otros prelados fue enviado al destierro.

## Desarrollo
La revuelta de los terratenientes conservadores se concentró en el sur y el oeste de la Nueva Granada. El 22 de mayo de 1851 los rebeldes se pronunciaron en Patía y Timbío; vino luego el intento de toma de San Juan de Pasto por Julio Arboleda y su posterior derrota. Arboleda viajó a negociar armas y municiones con el gobierno ecuatoriano a cambio de ceder rentas de las provincias vecinas al Ecuador; los terratenientes del Cauca, Chocó y Antioquia respaldaron este alzamiento, ya que eran poseedores de gran número de esclavos, pagando cuadrillas de hombres armados para defender sus intereses. Otros levantamientos se sucedieron en Sogamoso, Mariquita, Guatavita y El Guamo. 
El 1 de julio de 1851 estalló una revuelta en el sur del país, particularmente en Popayán, Pasto y Cali, donde los conservadores promovieron partidas armadas. El gobierno nombró entonces al general José María Obando como general en jefe del Ejército del Sur y al general Tomás Herrera comandante en el Valle del Cauca, quienes gradualmente fueron aplacando estos enfrentamientos armados.
En el sur, el conservador Julio Arboleda se dirigió a Buesaco por el general Manuel María Franco y debe huir a Ecuador y más tarde a Perú después de la toma del poder por los liberales en Quito. En el oeste, la provincia de Antioquia proclamó un gobierno federal independiente del central. Para ello el senador y también general Eusebio Borrero organizó un ejército de ochocientos hombres y se tomó a Medellín. El general Tomás Herrera entonces marchó a Salamina y se enfrentó Braulio Henao. Entonces Borrero aumentó el contingente a su mando: «Como estará U. bien informado, me hallo al frente de dos mil hombres resueltos todos a combatir a mi lado bajo las banderas de la federacion; pero estos dos mil hombres son lo escojidos de la provincia de Antioquia (sic)».
Las Sociedades Democráticas de los artesanos se movilizaron activamente para defender al gobierno y sus reformas democráticas y garantizaron una respuesta inmediata a la rebelión esclavista. Las llamadas milicias democráticas engrosaron las filas de la Guardia Nacional Auxiliar con numerosos voluntarios. En Popayán, Obando contó con esta fuerza, cuyos integrantes "se negaron a recibir remuneración" y provenían de una amplia variedad de grupos y estratos sociales de la región y de fuerzas enviadas por los artesanos de Cali para participar en la recuperación de Pasto. Destacamentos de voluntarios de esta Guardia Nacional fueron enviados desde Bogotá a la provincia de Mariquita y a Antioquia, donde también arribaron guardias de Cali.
López ascendió a José María Melo a general Comandante del Ejército en Cundinamarca, quien organizó con los artesanos las milicias democráticas, fortaleció con ellas la Guardia Nacional Auxiliar y logró derrotar a los sublevados de Guasca. El 1 de agosto de 1851 un piquete de guardias nacionales enfrentó la escasa fuerza de Pastor Ospina, veinte días después fue detenido Mariano Ospina Rodríguez considerado el alma de la rebelión en toda la república. Los revoltosos se entregaron al gobierno central, el 10 de septiembre de 1851 en Rionegro el general Herrera venció al general Borrero otorgó indulto a todos los combatientes y se consideró extinguida la rebelión: «Con respecto al Ejército de Medellín, Antioquia, Santa Rosa y Marinilla, y a todos los demás individuos comprometidos de cualquier manera en la revolución, creo, señor, que la humanidad exige que se les extienda a todos ellos el indulto; más de tres mil individuos se han comprometido en este movimiento». Borrero fue desterrado en Jamaica.

## Consecuencias
Los liberales en el gobierno se fortalecieron políticamente en los enfrentamientos. El programa de reformas iniciada en 1850 continuaron, incluyendo la adopción de la nueva Constitución neogranadina de 1853.